# تغسات
تغسات (بالأمازيغية:ⵜⵖⵙⵙⴰⵜ) هي مركز غريان وهي من أفضل المناطق وتبعد عن العاصمة طرابلس نحو 85 كم. تتصل تغسات بطرابلس عن طريق العزيزية من طريق (بورشادة) أو القواسم وهي مشهوره بي جامع السمعتين جزيرة المليون وشارع الثورة و(زوز ونص) ومنطقة الخنقة ومصرف الجمهورية و المصرف التجاري و عمارة التامين وجامعة الجبل الغربي  و نادي الاتحاد و فندق الجبل و فندق الرابطة و مبنى الاستثمارات الخارجية.
بها كلية العلوم كلية الهندسة كلية الطب كلية المحاسبة
ومدارس مثل الشيخ اللموشي والجنوبية وجامعة جبل نفوسة.

## التسمية
تغسات كلمة مؤنثة تخضع لقواعد نحو اللغة الليبية وتعني المحبة أو المحبوبة ، ولكن الباحث الليبي في الحضارة الليبية القديمة سالم القلعاوي يقول ان الكلمة ربما يكون أصلها (تخسايت) وتعني اليقطين لان تغسات قديماً كان يزرع بها اليقطين!.

## السكان
- عددهم حسب إحصائية سنة 1914م: 1800 نسمة تقريباً.
- عددهم حسب إحصائية سنة 2007م: 190,00 نسمة.

العائلات الليبية الاصلية التي تسكن تغسات هي:
1. (أولاد سلامة) يقطنون منطقة الظهرة.
2. (اولاد سمير) يقطنون منطقة الظهرة.
3. (اولاد ميلاد) يقطنون في منطقة اولاد ميلاد ويوجد فيها منازل حفر وهي ثرات معماري يوجد عند الامازيغ.
4. ( اولاد تاغليسه – تغليسة) تعني كلمة تاغليسا في اللغة الليبية الكنيسة وهذا راجع إلى ان الليبيون قديماً لم يعبدوا الاصنام فقد امنوا بسيدنا عيسى وموسى عليه السلام وكان اجدادنا الليبيين من الموحدين على مدى التاريخ فهنيئاً لهم، ويقطن اولاد تاغليسا في مركز المدينة كما يوجد مسجد يحمل اسمهم.
5. (بوازين) (كلمة ليبية).
6. (اولاد شهُوب).
7. (اولاد احمد).
8. (اولاد الصغير).
9. (اولاد اللفيع).
10. (الرزاقات) يقطنون منطقة الظهرة وتوجد مقبرة ومسجد يحمل اسمهم.
11. (أولاد ابي غرارة- الغرارات)، يقطنون منطقة الظهرة هم جزء من قبيلة غرارات المراح وهم ليبيين اصليين ينحذرون من بربر دمّر حسب ما ذكر التيجاني في كتاب رحلته [4] وتوجد مخطوط وجدها باحث إيطالي في ضريح سيدي أبو غرارة ومخطوط أخر موجود في المحفوظات التركية بتاريخ: محرم 988 الموافق فبراير سنة 1580م توضح انتمائهم لليبيين الاصليين.

كل العائلات في تغسات صنفها هنريكو دي اغسطيني والرحالة هانس فيشر على انها عائلات ترجع في اصولها لبني غريان السكان الاصليين لغريان وهم من يسمون اليوم بالامازيغ.
اما اولاد ابي رخيص أصلهم من المغرب جدهم الشيخ أبي رخيص وافد لغريان ومدفون في تغسات.